# Monica Trinca Colonel
Monica Trinca Colonel (Grosotto, 21 mei 1999) is een Italiaanse wielrenster die anno 2025 rijdt voor de Australische wielerploeg Liv AlUla Jayco.

## Carrière
Als kind deed Trinca Colonel aan wielrennen, tot ze op haar vijftiende stopte. Jaren later gaf ze haar baan als optometrist op om terug te keren in het peloton. Ze tekende in 2024 een contract bij BePink-Bongioanni. Namens dat team werd ze dat jaar onder meer derde in het eindklassement van de Ronde van de Ardèche en zevende in de Ronde van Emilia.
In 2025 maakte Trinca Colonel de overstap naar Liv AlUla Jayco, waar ze een contract voor twee seizoenen tekende. Haar debuut voor het Australische WorldTeam maakte ze begin februari in de Ronde van de Verenigde Arabische Emiraten, waar ze vierde in het eindklassement werd.

## Palmares

### Overwinningen
2024
Coppa Città di San Daniele Rosa
 Italiaans kampioene ploegentijdrijden, Elite

### Resultaten in voornaamste wedstrijden
| Jaar | Ronde van Italië | Ronde van Frankrijk | Ronde van Spanje |
| ---- | ---------------- | ------------------- | ---------------- |
| 2024 | 23e              |                     | 26e              |
| 2025 | opgave           | opgave              | 7e               |

| Jaar | Milaan-San Remo | Luik-Bast.‑Luik | Strade Bianche | Trofeo Alfredo Binda | Ronde van Emilia |
| ---- | --------------- | --------------- | -------------- | -------------------- | ---------------- |
| 2024 |                 |                 | 38e            | opgave               | 7e               |
| 2025 | opgave          | 8e              | 11e            | 8e                   |                  |

## Ploegen
- 2024 —  BePink-Bongioanni
- 2025 —  Liv AlUla Jayco

Andersson · Baker · García · van der Hulst · Korevaar · Pate · Paternoster · Roseman-Gannon · Smulders · Talbot · Ton · Trevisi · Trinca Colonel · Wyllie